# Matrice
În matematică, o matrice (plural matrice sau matrici) este un tabel dreptunghiular de numere, sau mai general, de elemente ale unei structuri algebrice de tip inel. Prin generalizare, pot fi definite matrice cele care au mai mult decât 2 dimensiuni, ele numindu-se atunci matrici n-dimensionale. Dacă m = n, matricea este pătrată.

## Definiție
Se numește matrice cu m linii și n coloane (de tip {\displaystyle m\times n\!}) un tablou cu m linii și n coloane:
{\displaystyle {\begin{pmatrix}a_{11}&a_{12}&\cdots &a_{1n}\\a_{21}&a_{22}&\cdots &a_{2n}\\\cdots &\cdots &\cdots &\cdots \\a_{m1}&a_{m2}&\cdots &a_{mn}\end{pmatrix}}\!}
ale cărui elemente {\displaystyle a_{ij}\!} sunt numere complexe.
Uneori această matrice se notează cu indici, {\displaystyle A=\left(a_{ij}\right),} unde {\displaystyle i={\overline {1,m}}} și {\displaystyle j={\overline {1,n}}.}
Pentru elementul {\displaystyle a_{ij}} indicele i arată linia pe care se află elementul, iar al doilea indice, j, indică pe ce coloană este situat.
Mulțimea matricilor de tip {\displaystyle m\times n\!} cu elemente numere reale se notează prin {\displaystyle M_{m,n}(\mathbb {R} ).}
Aceleași semnificații au și mulțimile {\displaystyle M_{m,n}(\mathbb {Z} ),M_{m,n}(\mathbb {Q} ),M_{m,n}(\mathbb {C} ).}

### Cazuri particulare
1. O matrice de tipul {\displaystyle 1\times n\!} (deci cu o linie și n coloane) se numește matrice linie și are forma:
{\displaystyle A={\begin{pmatrix}a_{1}&a_{2}&\cdots &a_{n}\end{pmatrix}}}
2. O matrice de tipul {\displaystyle m\times 1\!} (deci cu m linii și o coloană) se numește matrice coloană și are forma:
{\displaystyle B={\begin{pmatrix}a_{1}\\a_{2}\\\cdots \\a_{m}\end{pmatrix}}}
3. O matrice de tip {\displaystyle m\times n\!} se numește nulă (sau matrice zero) dacă toate elementele ei sunt zero.
Se notează cu O:
{\displaystyle O={\begin{pmatrix}0&0&\cdots &0\\0&0&\cdots &0\\\cdots &\cdots &\cdots &\cdots \\0&0&\cdots &0\end{pmatrix}}}
4. Dacă numărul de linii este egal cu numărul de coloane, atunci matricea se numește pătrată:
{\displaystyle A={\begin{pmatrix}a_{11}&a_{12}&\cdots &a_{1n}\\a_{21}&a_{22}&\cdots &a_{2n}\\\cdots &\cdots &\cdots &\cdots \\a_{n1}&a_{n2}&\cdots &a_{nn}\end{pmatrix}}}
Sistemul de elemente {\displaystyle (a_{11}\;a_{22}\;\cdots \;a_{nn})\!} reprezintă diagonala principală a matricei A, iar suma acestor elemente se numește urma matricei A notată:
{\displaystyle Tr(A)=\sum _{i=1}^{n}a_{ii}.}
Mulțimea matricelor pătrate se notează {\displaystyle M_{n}(\mathbb {C} ).\!}
Printre aceste matrice, una este foarte importantă, aceasta fiind:
{\displaystyle I_{n}={\begin{pmatrix}1&0&\cdots &0\\0&1&\cdots &0\\\cdots &\cdots &\cdots &\cdots \\0&0&\cdots &1\end{pmatrix}}}
și se numește matrice unitate (pe diagonala principală are toate elementele egale cu 1, iar în rest sunt egale cu 0).

## Egalitatea a două matrice
Fie {\displaystyle A=(a_{i,j})}, {\displaystyle B=(b_{i,j})\in M_{m,n}(C)}. Se spune că matricele {\displaystyle A,B} sunt egale și se scrie {\displaystyle A=B} dacă {\displaystyle a_{i,j}=b_{i,j},\forall i,j={\overline {1,n}}}

## Transpusa unei matrice
Fie {\displaystyle A=(a_{i,j})\in M_{n,n}(C)}. Transpusa matricei A este:
{\displaystyle A^{T}=B=(b_{i,j})\in M_{n,m}(C)} dată de: {\displaystyle b_{i,j}=a_{j,i}\forall i={\overline {1,n}};={\overline {1,m}}}

## Matrice simetrică
Fie matricea pătrată {\displaystyle A=(a_{i,j})\in M_{n,n}(C)}. Se spune că matricea {\displaystyle A} este simetrică dacă este egală cu transpusa ei: :{\displaystyle a_{i,j}=a_{j,i},\forall i,j={\overline {1,n}}}

## Operații cu matrice

### Adunarea matricelor
Fie {\displaystyle A=(a_{ij}),\;B=(b_{ij}),\;C=(c_{ij})\in M_{m,n}(\mathbb {C} ).\!}
Matricea C se numește suma matricelor A, B dacă:
{\displaystyle c_{ij}=a_{ij}+b_{ij},\;\forall i={\overline {1,m}},\forall j={\overline {1,n}}.}
Observații.
1. Două matrice se pot aduna dacă sunt de același tip, adică au același număr de linii și același număr de coloane, deci {\displaystyle A,B\in M_{m,n}(\mathbb {C} ).}
2. Explicit, adunarea matricelor A, B înseamnă:
{\displaystyle {\begin{pmatrix}a_{11}&a_{12}&\cdots &a_{1n}\\a_{21}&a_{22}&\cdots &a_{2n}\\\cdots &\cdots &\cdots &\cdots \\a_{m1}&a_{m2}&\cdots &a_{mn}\end{pmatrix}}+{\begin{pmatrix}b_{11}&b_{12}&\cdots &b_{1n}\\b_{21}&b_{22}&\cdots &b_{2n}\\\cdots &\cdots &\cdots &\cdots \\b_{m1}&b_{m2}&\cdots &b_{mn}\end{pmatrix}}=}
{\displaystyle ={\begin{pmatrix}a_{11}+b_{11}&a_{12}+b_{12}&\cdots &a_{1n}+b_{1n}\\a_{21}+b_{21}&a_{22}+b_{22}&\cdots &a_{2n}+b_{2n}\\\cdots &\cdots &\cdots &\cdots \\a_{m1}+b_{m1}&a_{m2}+b_{m2}&\cdots &a_{mn}+b_{mn}\end{pmatrix}}.}

#### Proprietăți ale adunării matricelor
Asociativitatea adunării.
Adunarea matricelor este asociativă, adică:
{\displaystyle (A+B)+C=A+(B+C),\;\forall A,B,C\in M_{m,n}(\mathbb {C} ).}
Comutativitatea adunării.
Adunarea matricelor este comutativă, adică:
{\displaystyle A+B=B+A,\;\forall A,B\in M_{m,n}(\mathbb {C} ).}
Element neutru.
Adunarea matricelor admite matricea nulă ca element neutru, adică:
{\displaystyle \exists O_{m,n}\in M_{m,n}(\mathbb {C} )\!} astfel încât {\displaystyle A+O_{m,n}=A\;\forall A\in M_{m,n}(\mathbb {C} ).}
Element opus.
Orice matrice {\displaystyle A\in M_{m,n}(\mathbb {C} )\!} are un opus, notat {\displaystyle -A,} astfel încât:
{\displaystyle A+(-A)=O_{m,n}.}

### Înmulțirea cu scalari a matricelor
Fie {\displaystyle \lambda \in \mathbb {C} } și {\displaystyle A=(a_{ij})\in M_{m,n}(\mathbb {C} ).}
Se numește produsul dintre scalarul {\displaystyle \lambda \in \mathbb {C} \!} și matricea A, matricea notată {\displaystyle \lambda A\in M_{m,n}(\mathbb {C} )} definită prin {\displaystyle \lambda A=(\lambda a_{ij}).}
Observație
A înmulți o matrice cu un scalar revine la a înmulți toate elementele matricei cu acest scalar.
Deci:
{\displaystyle \lambda A={\begin{pmatrix}\lambda a_{11}&\lambda a_{12}&\cdots &\lambda a_{1n}\\\lambda a_{21}&\lambda a_{22}&\cdots &\lambda a_{2n}\\\cdots &\cdots &\cdots &\cdots \\\lambda a_{m1}&\lambda a_{m2}&\cdots &\lambda a_{mn}\end{pmatrix}}.}

#### Proprietăți ale înmulțirii matricelor cu scalari
{\displaystyle \lambda (\mu A)=(\lambda \mu )A,\;\forall \lambda ,\mu \in \mathbb {C} ,\;\forall A\in M_{m,n}(\mathbb {C} );}
{\displaystyle \lambda (A+B)=\lambda A+\lambda B,\;\forall \lambda \in \mathbb {C} ,\;\forall A,B\in M_{m,n}(\mathbb {C} );}
{\displaystyle (\lambda +\mu )A=\lambda A+\mu A,\;\forall \lambda ,\mu \in \mathbb {C} ,\;\forall A\in M_{m,n}(\mathbb {C} );}
{\displaystyle 1\cdot A=A,\;1\in \mathbb {C} ,\;\forall A\in M_{m,n}(\mathbb {C} ).}

### Înmulțirea matricelor
Există mai multe tipuri de produse ale matricilor. Operația prezentată în continuare este cunoscută sub denumirea de înmulțirea matricială.
Fie {\displaystyle A=(a_{ik})\in M_{m,n}(\mathbb {C} ),\;B=(b_{kj})\in M_{n,p}(\mathbb {C} ).}
Produsul dintre matricele A și B (în această ordine), notat {\displaystyle AB} este matricea {\displaystyle C=(c_{ij})\in M_{m,p}(\mathbb {C} ),} definită prin:
{\displaystyle c_{ij}=\sum _{k=1}^{n}a_{ik}b_{kj},\;\forall i={\overline {1,m}},j={\overline {1,p}}.}
Observații
Produsul {\displaystyle AB} a două matrice nu se poate efectua întotdeauna decât dacă {\displaystyle A\in M_{m,n}(\mathbb {C} ),B\in M_{n,p}(\mathbb {C} ),} adică numărul de coloane ale lui A este egal cu numărul de linii ale lui B, când se obține o matrice {\displaystyle C=AB\in M_{m,p}(\mathbb {C} ).}
Dacă matricele sunt pătrate {\displaystyle A,B\in M_{n}(\mathbb {C} )} atunci are sens întotdeauna atât {\displaystyle AB} cât și {\displaystyle BA,} iar în general, {\displaystyle AB\neq BA} adică înmulțirea matricelor nu este comutativă.

#### Proprietățile înmulțirii matricelor
Asociativitatea înmulțirii.
Înmulțirea matricelor este asociativă, adică:
{\displaystyle (AB)C=A(BC),\;\forall A\in M_{m,n}(\mathbb {C} ),\;\forall B\in M_{n,p}(\mathbb {C} ),\;\forall C\in M_{p,r}(\mathbb {C} ),}
Distributivitatea înmulțirii față de adunare.
Înmulțirea matricelor este distributivă în raport cu adunarea matricelor, adică:
{\displaystyle (A+B)C=AC+BC,\;C(A+B)=CA+CB,\;\forall A,B,C}
matrice pentru care au sens operațiile de adunare și înmulțire.
Dacă {\displaystyle I_{n}\in M_{n}(\mathbb {C} )} este matricea unitate, atunci:
{\displaystyle I_{n}A=AI_{n}=A,\;\forall A\in M_{n}(\mathbb {C} ).}
se spune că {\displaystyle I_{n}\!} este element neutru.

## Determinanți
Dacă {\displaystyle A=(a_{ij})\in {\mathcal {M}}_{n}(K),} este o matrice pătrată cu elemente din K, atunci numărul:
{\displaystyle det(A)=\sum _{\sigma \in S_{n}}\varepsilon (\sigma )a_{1\sigma (1)}\cdots a_{n\sigma (n)}}
se numește determinantul lui A.